# 帕梅拉·吉尔斯
帕梅拉·吉尔斯（英語：Pamela Jiles，1954年2月15日—），美国女子田径运动员，主攻短跑。她曾代表美国参加1976年夏季奥林匹克运动会田径比赛，获得女子4×400米接力银牌。